# Howl Howl Gaff Gaff
Howl Howl Gaff Gaff è il primo album in studio del gruppo musicale svedese Shout Out Louds, pubblicato nel 2003 nei Paesi della Scandinavia e nel corso del 2005 nel resto del mondo con una diversa tracklist.

## Tracce
Versione Scandinavia (2003)
1. The Comeback – 2:46
2. Very Loud – 4:04
3. Shut Your Eyes – 3:09
4. Please Please Please – 3:29
5. There's Nothing – 3:34
6. Sound Is the Word – 4:07
7. 100° – 3:46
8. Wish I Was Dead – 4:36
9. End Up Behind – 3:22
10. Never Ever – 3:47
11. My Friend and the Ink on His Fingers – 3:34

Versione Internazionale (2005)
1. The Comeback – 2:48
2. Very Loud – 4:05
3. Oh, Sweetheart – 3:20
4. A Track and a Train – 4:45
5. Go Sadness – 4:04
6. Please Please Please – 3:30
7. 100° – 3:48
8. There's Nothing – 3:36
9. Hurry Up Let's Go – 2:18
10. Shut Your Eyes – 3:11
11. Seagull – 8:33